# Daan Bekker
Daan Bekker (* 19. Februar 1932 in Dordrecht; † 22. Oktober 2009 in Pretoria) war ein südafrikanischer Boxer.

## Amateur
Daan Bekker gewann als Amateur sechs Mal die südafrikanische Meisterschaft im Schwergewicht (1955–1959, 1961). 1956 nahm er an den Olympischen Spielen in Melbourne teil. Er siegte dort im Viertelfinale durch K. o. in der ersten Runde über José Giorgetti aus Argentinien. Im Halbfinale gelang es ihm, gegen den US-Amerikaner Pete Rademacher in der ersten Runde einen Niederschlag zu erzielen, dennoch verlor er den Kampf nach Punkten und gewann somit eine Bronzemedaille. Im Jahr 1958 belegte Bekker bei den Commonwealth-Spielen in Cardiff den ersten Platz. Er benötigte dazu Siege über Stan Renaud aus Kanada, Gbadegesin Salawu aus Nigeria und den Briten David Thomas.
Bei seinen zweiten Olympischen Spielen, 1960 in Rom, gewann er die Silbermedaille. Er besiegte dort im Achtelfinale den Polen Władysław Jędrzejewski durch technischen K. o. in der zweiten Runde, im Viertelfinale den Jugoslawen Obrad Sretenović durch K. o. in der ersten Runde und im Halbfinale den Vertreter der gesamtdeutschen Olympiamannschaft Günther Siegmund nach Punkten. Im Finale war er aber gegen den Italiener Franco De Piccoli chancenlos und verlor durch K. o. in der zweiten Runde.

## Profi
Ab November 1961 begann Daan Bekker eine kurzzeitige Profikarriere, hatte allerdings nur bescheidenen Erfolg. In seinem dritten Profikampf am 17. März 1962 gewann er den südafrikanischen Meistertitel und verteidigte ihn mit einem Punktsieg im Juni desselben Jahres gegen Stoffel Willemse. Bei seiner zweiten Titelverteidigung am 26. Januar 1963 traf er erneut auf Willemse und verlor den Titel durch K. o. in der siebten Runde. Dies war zugleich sein letzter Kampf, Bekker beendete nach dieser Niederlage seine Karriere.
Bekker verstarb am 22. Oktober 2009 in Pretoria im Alter von 77 Jahren an den Folgen langjähriger Alzheimer- und Parkinsonerkrankungen.